# Buchenberg (Entenberg)

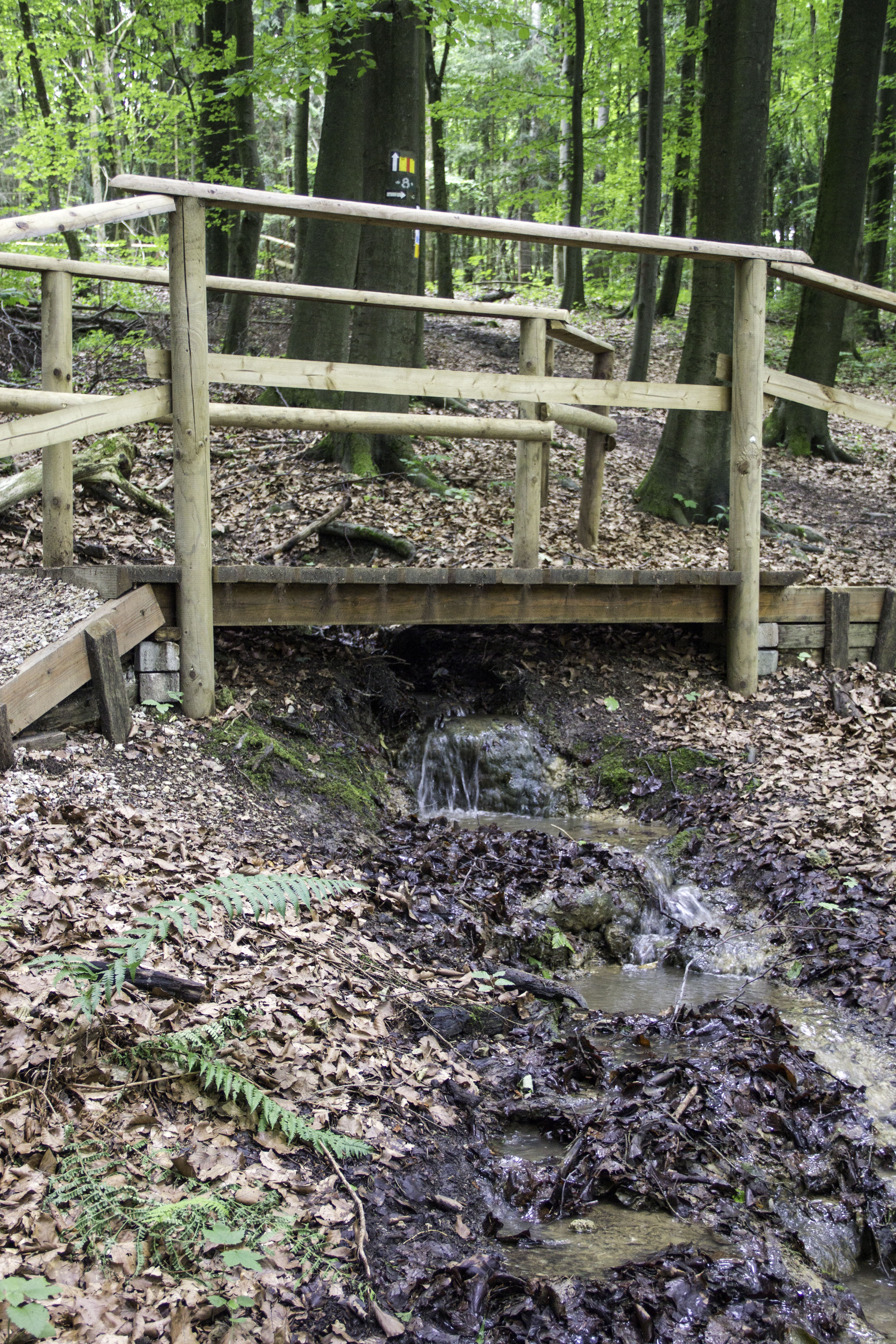
Die Steinerne Rinne

Der Buchenberg ist ein Berg in der Schichtstufenlandschaft  der Fränkischen Alb zwischen Entenberg, Klingenhof und Offenhausen im Landkreis Nürnberger Land in Bayern. Er wird vom Nonnenberg und vom Entenberg eingerahmt und liegt im Engelthaler Forst.
Am Nordosthang des Berges befindet sich die Steinerne Rinne am Buchenberg.

## Geographie

### Lage
Der Buchenberg ist circa 1,5 Kilometer fußläufig von Entenberg in nordwestlicher Richtung gelegen. Egensbach ist fußläufig rund 2 Kilometer südöstlich des Berges entfernt. Im Westen liegt Schrotsdorf, rund 2,5 Kilometer zu Fuß vom Berggipfel des Buchenberges.

### Naturräumliche Zuordnung
Der Buchenberg befindet sich in der naturräumlichen Haupteinheitengruppe Fränkische Alb und grenzt unmittelbar an das Fränkische Keuper-Lias-Land an. Der Berg wird von der Haupteinheit Hochfläche der Mittleren Frankenalb umfasst. Der Übergang zwischen beiden naturräumlichen Haupteinheitengruppen ist als markanter Steilabfall ausgebildet, der auch als Trauf der Frankenalb bezeichnet wird.

### Geologie
Der Weiße Jura (Malm) ist die bestimmende geologische Gruppe im Bereich des Gipfelplateaus. Die Kuppe des Buchenberges wird durch die geologische Einheit der Hartmannshof-Formation geprägt. Mergelstein mit Kalksteinlagen treten dabei auf. Massenkalk und Riffdolomit kommen kleinräumig vor. Unterhalb des Malm bildet Brauner Jura (Dogger) die Basis des Berges. Der Malm wird von Schichten aus der Eisensandstein-Formation unterlagert. Diese eisenoxidhaltigen Sandsteine weisen teilweise Eisenerzflöze auf. Unterhalb der Eisensandstein-Formation sind die weichen Schichten der tonreichen Opalinuston-Formation zu beobachten.
Auf den Malm-Schichten haben sich Braunerdeböden entwickelt und auf den Dogger-Standorten kommen Rendzinaböden vor.

## Schutzgebiet
Der Buchenberg ist integraler Bestand des 16.684 Hektar großen Landschaftsschutzgebiets Südlicher Jura mit Moritzberg und Umgebung.